# Maxates centrophylla
Maxates centrophylla là một loài bướm đêm thuộc họ Geometridae. Nó được tìm thấy ở Úc, bao gồm Tasmania.
Ấu trùng ăn Aotus ericoides.